# Hydractinia munita
Hydractinia munita is een hydroïdpoliep uit de familie Hydractiniidae. De poliep komt uit het geslacht Hydractinia. Hydractinia munita werd in 2010 voor het eerst wetenschappelijk beschreven door Calder. 